# Chŏngju (ort i Nordkorea)
Chŏngju (koreanska: 정주, Chŏngju-ŭp) är en ort i Nordkorea.   Den ligger i provinsen Norra P'yŏngan, i den västra delen av landet, 90 km nordväst om huvudstaden Pyongyang. Chŏngju ligger 18 meter över havet och antalet invånare är 29 065.
Terrängen runt Chŏngju är kuperad norrut, men söderut är den platt. Runt Chŏngju är det tätbefolkat, med 397 invånare per kvadratkilometer. Chŏngju är det största samhället i trakten. Trakten runt Chŏngju består till största delen av jordbruksmark.